# Czernichów (Powiat Krakowski)
Czernichów ist ein Dorf im Powiat Krakowski der Woiwodschaft Kleinpolen in Polen. Es ist Sitz der gleichnamigen Landgemeinde mit etwa 14.700 Einwohnern.

## Geschichte
Im 12. Jahrhundert könnte das Gebiet zur Benediktinerabtei Tyniec gehört haben, damit im Zusammenhang tauchten erste Erwähnungen auf, deren Datierung in Frage gestellt wurde. Der Ort wurde nicht im Dokument von Gilo von Paris (wahrscheinlich aus den Jahren 1123–1125) benannt, aber es wurde e in einer Interpellation der Tynecer Mönche sowie in der 1229 erschienenen Päpstlichen Bulle als Cirnechowo erwähnt, die auf Gilos Dokument beruhten.
Der besitzanzeigende (Suffix -ów) Ortsname ist vom Personennamen Czerniech/Czyrzniech (czarny – schwarz) abgeleitet.

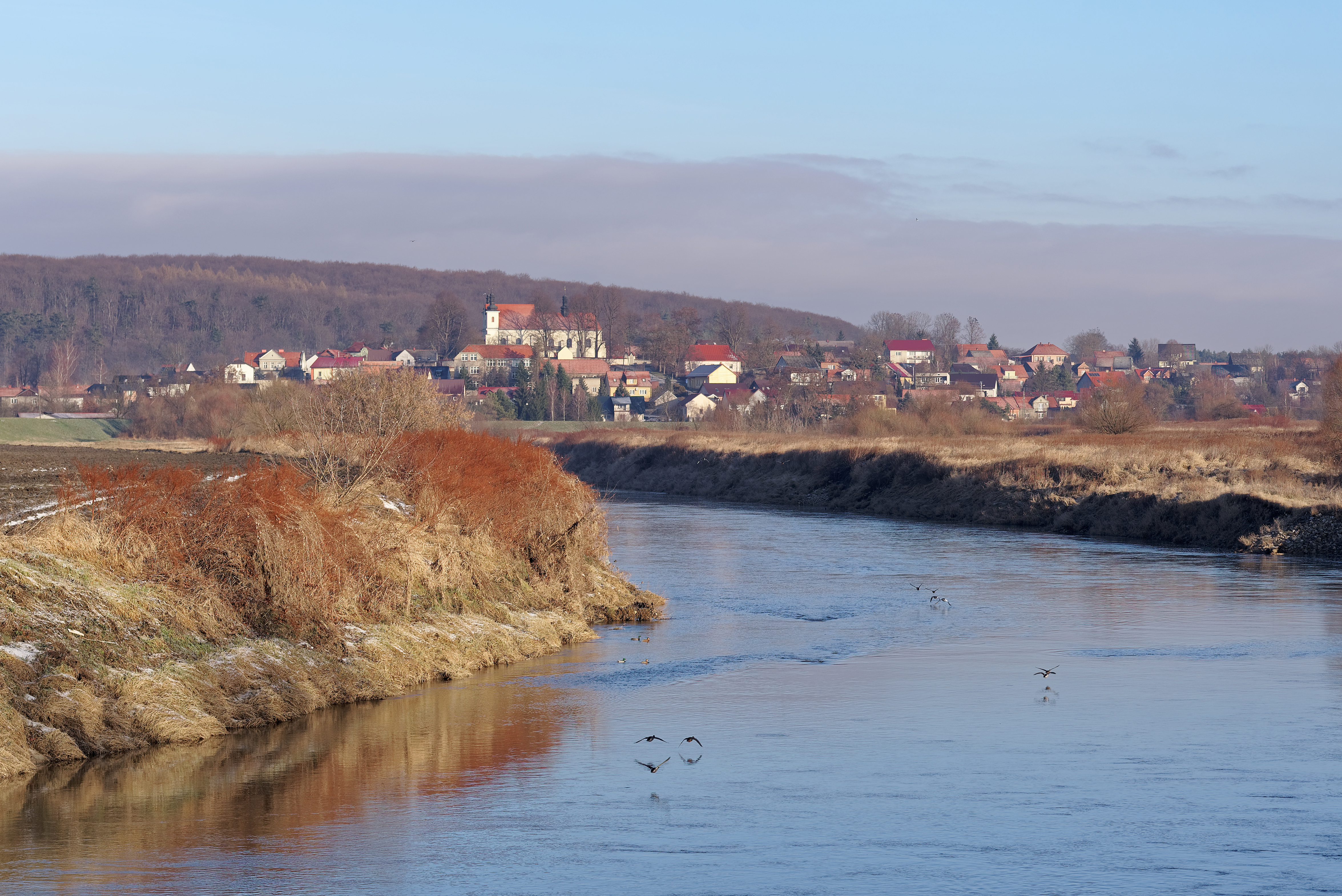
Czernichów an der Weichsel

Die Pfarrei Cirnechow wurde im Peterspfennigregister des Jahres 1326 im Dekanat Zator des Bistums Krakau erwähnt. 1327 wurde die Weichsel im Süden zur neuen staatlichen polnisch-böhmischen Grenze und der Sitz des Dekanats befand sich im anderen Staat. Dies führte zur Gründung des neuen Dekanats in Nowa Góra, das einige Pfarreien des Dekanats Zator nördlich der Weichsel übernahm, jedoch ohne der Pfarrei Sirnichow. In der Zeit von Jan Długosz gehörte sie zum Dekanat Dobczyce alias Szczyrzyc.
Administrativ gehörte das Dorf im Jahr 1525 zum Kreis Kraków der Woiwodschaft Krakau im Königreich Polen (ab 1569 Adelsrepublik Polen-Litauen), danach im Jahr 1581 zum Kreis Schlesien, obwohl es nie zum Herzogtum Auschwitz-Zator gehörte. Die Pfarrei gehörte damals zum Dekanat Nowa Góra und umfasste alle Ortschaften des Kreises Schlesien nördlich der Weichsel Kamień, Rusocice, Wołowice wie auch einen Teil von Przeginia (Narodowa) im Kreis Proszowice, sowie Powozowice und Facimiechy südlich der Weichsel, im ehemaligen Herzogtum Auschwitz-Zator.
Bei der dritten Teilung Polens wurde es 1795 Teil des habsburgischen Kaiserreichs. In den Jahren 1815–1846 gehörte es zur Republik Krakau, 1846 wurde es als Teil des Großherzogtums Krakau wieder in die Länder des Kaisertums Österreich annektiert. Nach der Aufhebung der Patrimonialherrschaften bildete es eine Gemeinde im Bezirk Chrzanów. In der Zwischenkriegszeit gehörte Czernichów zum Powiat Krakowski der Woiwodschaft Krakau.
Beim Überfall auf Polen 1939 wurde das Gebiet von den Deutschen besetzt und dem Distrikt Krakau des Generalgouvernements zugeordnet. Von 1975 bis 1998 gehörte Czernichów zur Woiwodschaft Kraków.

## Sehenswürdigkeiten
- Römisch-katholische gemauerte Kirche (15. Jahrhundert)
- Kapelle, erbaut vor dem Jahre 1687
- Gutshof

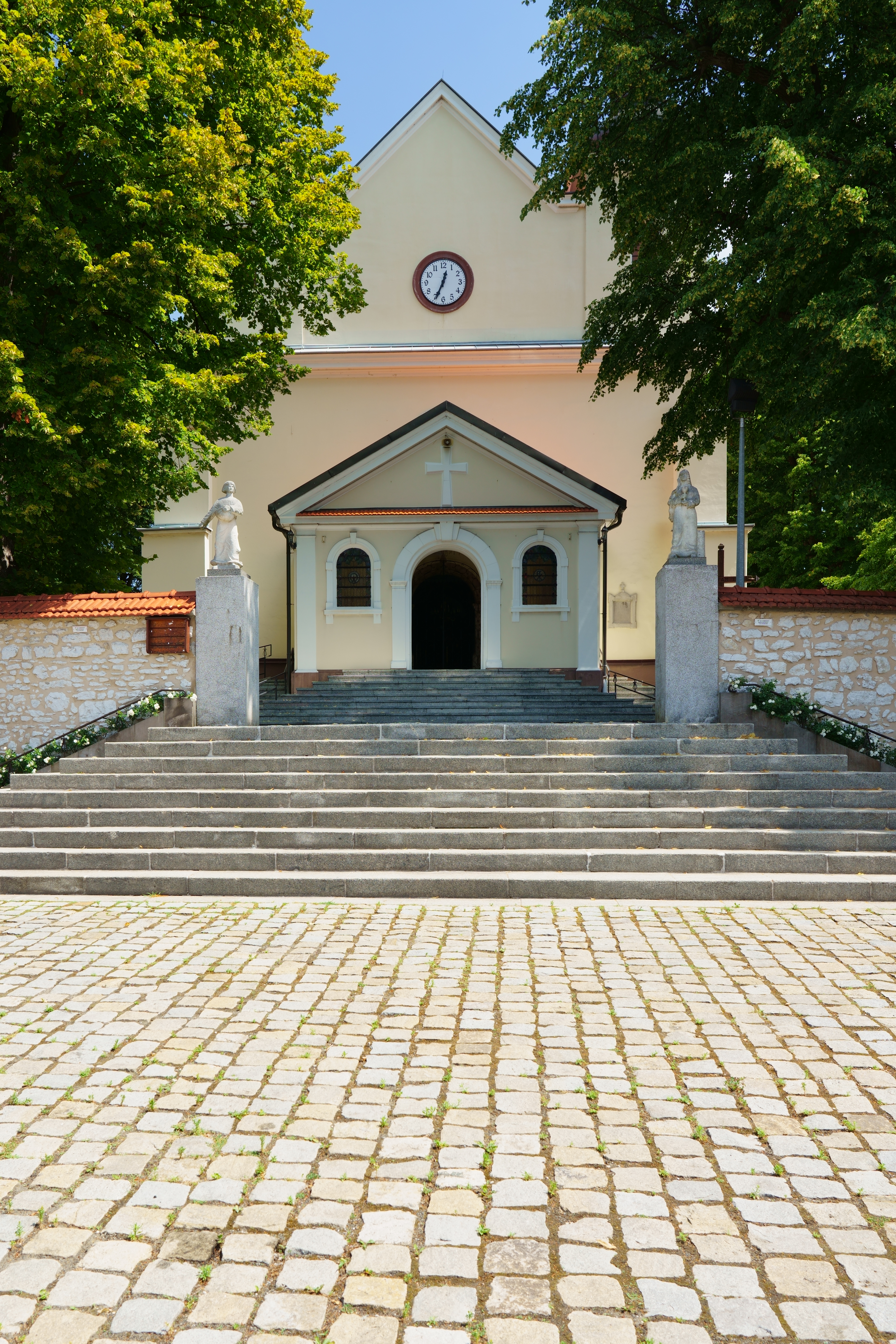
Kirche
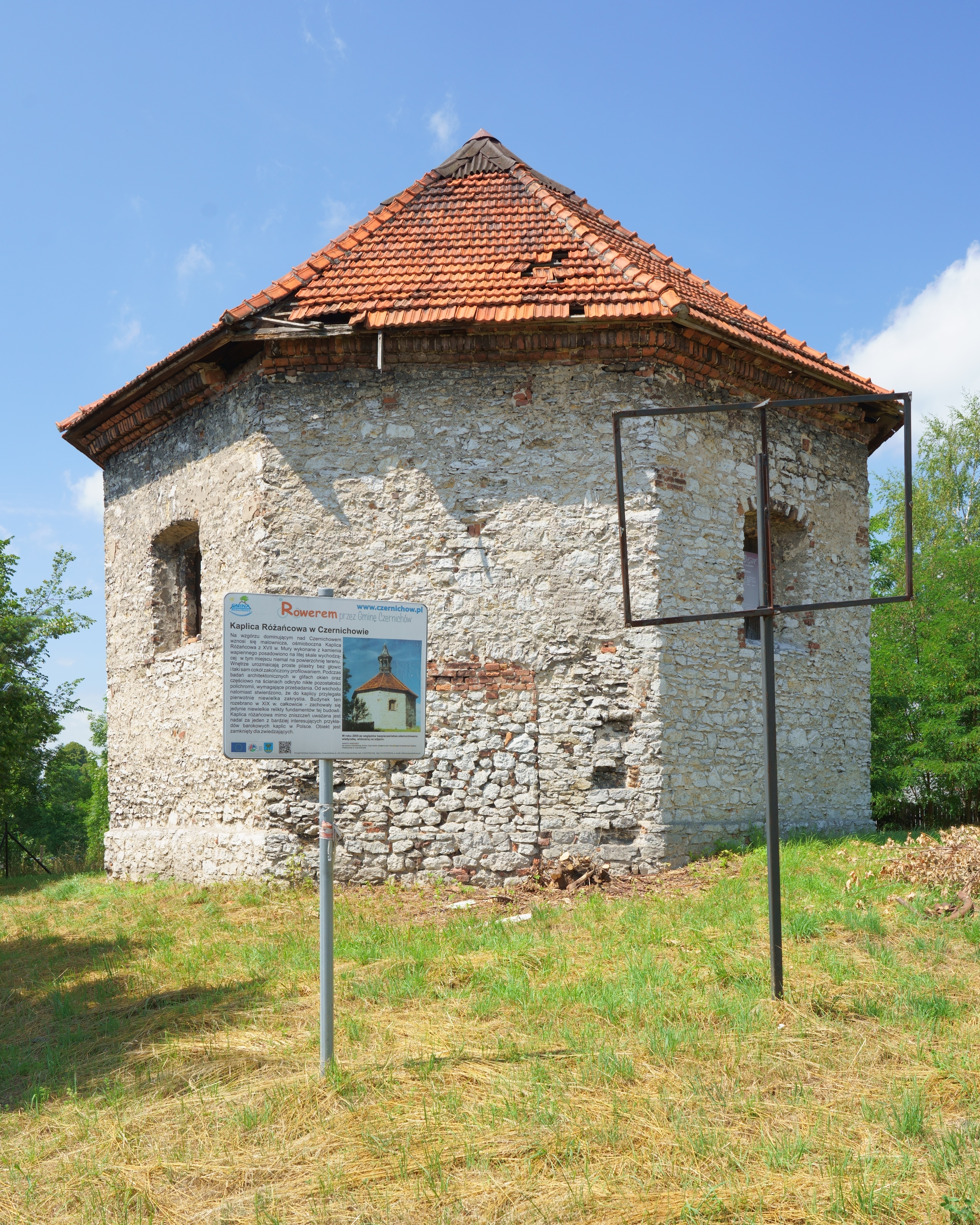
Kapelle
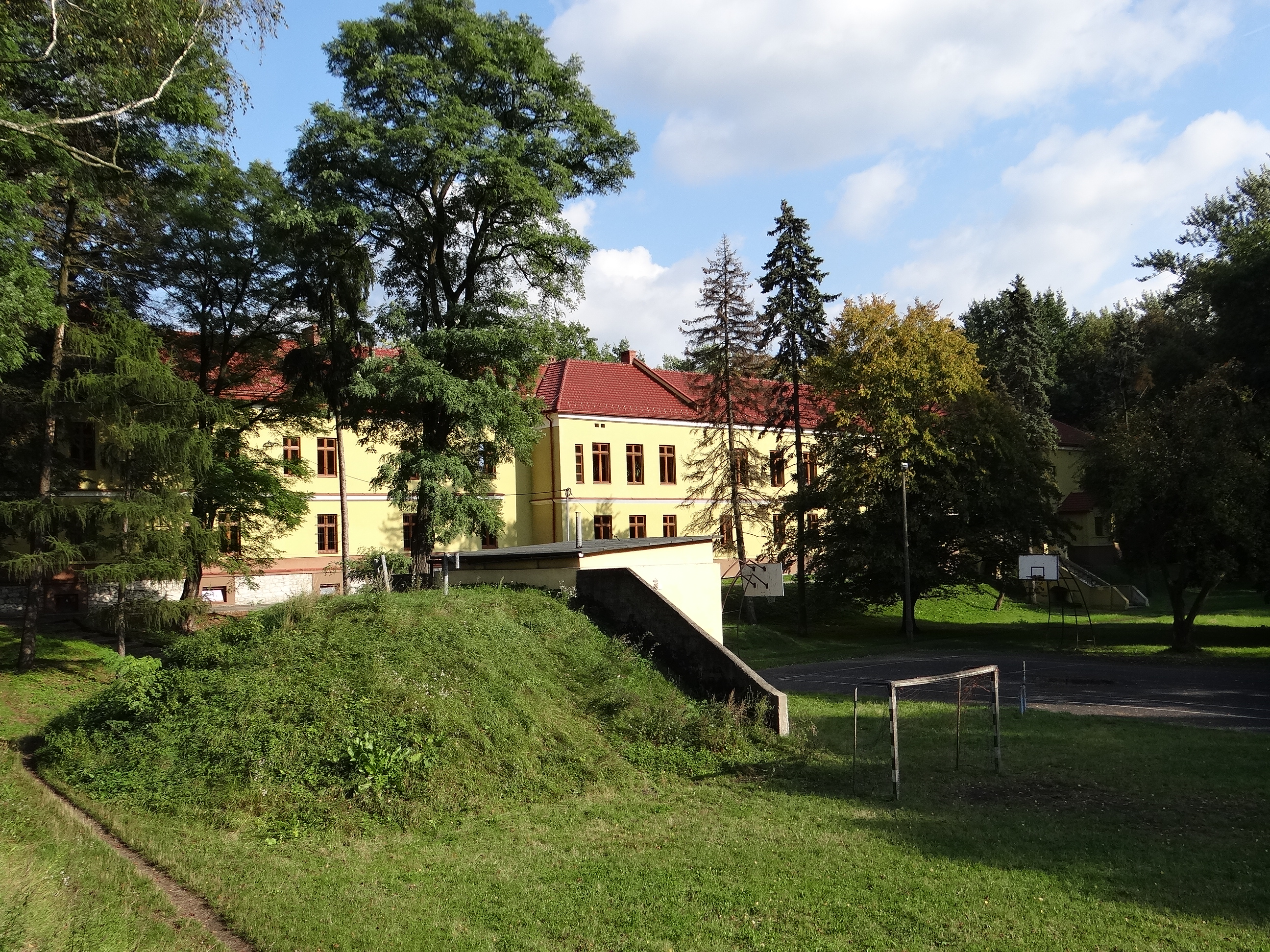
Gutshof

## Persönlichkeiten
- Zygmunt Krumholc (1903–1941), Fußballspieler